# Nur Devlet
Nur Devlet (+ abans 1503) fou kan de Crimea (1466-1467, 1467-1469 i 1475-1476) i kan de Kassímov. Era fill d'Hacı I Giray de Crimea.

## Govern a Crimea
A la mort d'Haci I Giray el 1466 va esclatar rivalitats entre els seus fills i Nur Devlet, el fill gran, va prendre el poder però el 1567 fou enderrocat per Mengli o Meñli I Giray el 1467 que només es va mantenir uns mesos i Nur Devlet va recuperar el control. El 1467 va enviar una ambaixada a Polònia anunciant la seva pujada al tron i emanant la continuació de l'aliança en els mateixos termes que amb el seu pare. Polònia va respondre cortesament en termes favorables.
En una nova ofensiva Meñli I Giray, amb suport dels genovesos, va tornar a prendre el poder el gener del 1469. Nur Devlet es va refugiar a Moscou.
El 1475 els otomans, a petició del beg de Shirin, van anar al kanat i van capturar a Meñli I Giray però la seva expedició no anava dirigida contra el kan sinó contra els genovesos. La captura del kan (tancat al castell de les Set Torres) va portar a la recuperació del poder pel seu germà Nur Devlet, reconegut pels turcs. Però els otomans van entrar en guerra contra Moldàvia i van demanar a Nur d'enviar un contingent en suport dels turcs per fer una diversió, i Nur Devlet no ho va poder fer, potser perquè encara no havia consolidat la seva autoritat. Llavors el sultà va alliberar a Meñli a canvi de fer-se vassall otomà. Es diu que li va donar un exèrcit i no és clar si l'objectiu era enderrocar a Nur Devlet, però si fou així no hi va ser a temps perquè aquest fou derrotat i expulsat de Crimea el 1476 per Ahmad Khan de l'Horda d'Or que va nomenar kan al seu nebot Janibeg Khan. Més probablement fou després de la conquesta de Crimea per l'Horda d'Or quan els otomans van donar l'exèrcit a Meñli (1477) i fou llavors quan aquest va dominar Crimea (1478).

## Exili a Rússia i govern a Kassímov
Després de ser expulsat del tron de Crimea per tercera vegada el 1476 es va retirar amb el seu germà Haydar Giray a Lituània i després a Rússia vers 1480; en aquest any el seu fill Ber Devlet fou assassinat per un tàtar i Nur Devlet va matar el culpable amb les seves pròpies mans. Poc després Haydar era desterrat pel gran príncep a Vologda. Nur Devlet va prendre part a la lluita contra l'Horda d'Or i mentre el gran príncep enfrontava als tàtars, Nur Devlet feia una diversió i capturava la capital; fou probablement com a recompensa que el gran príncep el va nomenar kan de Kassímov quan va morir Daniyar Khan el 1486.
Murtaza Khan de l'Horda d'Or, enemic jurat de Meñli I Giray (germà de Nur Devlet), li va escriure per formar una aliança entre la Gran Horda, Kassímov i Moscou contra el kan de Crimea, però l'operació no va reeixir. No torna a ser esmentat després del 1487 però hauria mort no abans del 1498 ni després del 1503. El va succeir el seu fill Satilghan Khan.